# Кагалу (округ Гонолулу, Гаваї)
Кагалу (англ. Kahaluu) — переписна місцевість (CDP) в США, в окрузі Гонолулу штату Гаваї. Населення — 5241 особа (2020).

## Географія
Кагалу розташований за координатами 21°27′23″ пн. ш. 157°50′32″ зх. д. / 21.45639° пн. ш. 157.84222° зх. д. (21.456363, -157.842138).  За даними Бюро перепису населення США в 2010 році переписна місцевість мала площу 11,72 км², з яких 9,02 км² — суходіл та 2,70 км² — водойми.

## Демографія
Згідно з переписом 2010 року, у переписній місцевості мешкало 4738 осіб у 1392 домогосподарствах у складі 1092 родин. Густота населення становила 404 особи/км².  Було 1473 помешкання (126/км²).
Расовий склад населення:
| - 22,9 % — білих - 20,7 % — азіатів - 14,5 % — вихідців з тихоокеанських островів - 0,6 % — чорних або афроамериканців - 0,4 % — корінних американців |

До двох чи більше рас належало 40,3 %. Частка іспаномовних становила 10,6 % від усіх жителів.
За віковим діапазоном населення розподілялося таким чином: 22,7 % — особи молодші 18 років, 62,2 % — особи у віці 18—64 років, 15,1 % — особи у віці 65 років та старші. Медіана віку мешканця становила 40,0 року. На 100 осіб жіночої статі у переписній місцевості припадало 102,7 чоловіків;  на 100 жінок у віці від 18 років та старших — 101,4 чоловіків також старших 18 років.
Середній дохід на одне домашнє господарство  становив 98 317 доларів США (медіана — 82 308), а середній дохід на одну сім'ю — 96 012 долари (медіана — 91 625). Медіана доходів становила 46 618 доларів для чоловіків та 40 260 доларів для жінок. За межею бідності перебувало 9,8 % осіб, у тому числі 13,6 % дітей у віці до 18 років та 4,1 % осіб у віці 65 років та старших.
Цивільне працевлаштоване населення становило 2024 особи. Основні галузі зайнятості: освіта, охорона здоров'я та соціальна допомога — 21,1 %, будівництво — 12,5 %, роздрібна торгівля — 12,4 %.